# Toyota FA
Les Toyota FA et BA étaient des camions lourds lancés en février 1954. Il s'agissait de versions restylée des premiers camions BX/FX, conservant les moteurs essence six cylindres Type B et Type F. La première lettre du nom du modèle indique la famille de moteurs installée en 1957, le moteur diesel Type D a été introduit sur un modèle appelé DA. La deuxième lettre indiquait la taille du camion, les versions plus courtes de poids moyen étant codées BC/FC/DC. Une deuxième lettre « B » était utilisée sur les versions bus de ce châssis. Une deuxième génération de FA/DA a été lancée en 1964 et a été construite au Japon jusqu'en 1980, date à laquelle Hino a entièrement remplacé la gamme de camions plus lourds de Toyota. Le DA, cependant, a également été construit dans de nombreux autres pays et sa fabrication s'est poursuivie jusqu'à la première décennie du XXIe siècle.

## Première génération (1954)

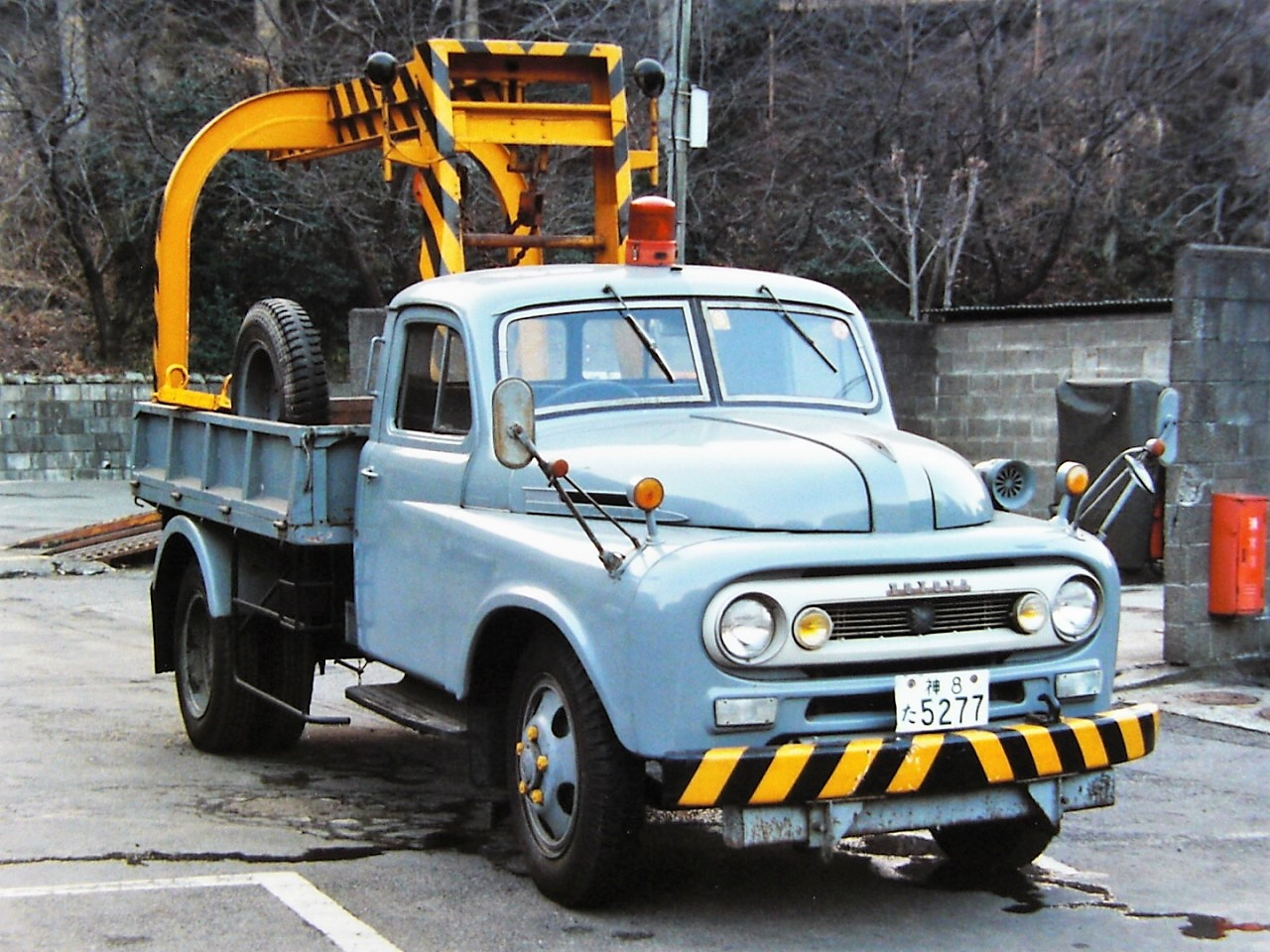
Toyota FA80 (1959-1961)

Toyota a lancé le Toyota FA/BA en 1954. C'était le camion le plus lourd de l'entreprise à l'époque, avec une charge utile de 4 et 5 tonnes, et il était placé au-dessus du Toyota Stout. Les camions ont été construits sur la base de leur prédécesseur sur un empattement de 4 150 mm (163 pouces). Les changements visibles par rapport aux précédents pick-up BX et FX se limitaient principalement à une nouvelle calandre, mais le moteur F de 3 878 cm³ (236,7 pouces cubes) du FA a été amélioré, gagnant dix chevaux pour une puissance totale de 105 ch (77 kW) à 3 000 tr/min. Le moteur Type B de 3 386 cm³ (206,6 pouces cubes) du BA produisait toujours 85 ch (63 kW) à 3 000 tr/min. En mars, le modèle BC de 2,5 tonnes (5 500 lb) a été ajouté, suivi par le FC à moteur F en juin. Les BC et FC ont un empattement de 3 000 mm (120 pouces) et étaient souvent utilisés comme tracteurs. Le FA, plus lourd, se vendit très bien sur un marché japonais du camionnage en pleine mutation, qui s'orientait vers des charges plus lourdes et des distances plus importantes. En septembre 1954, Toyota allongea donc le châssis du FA et le modernisa pour lui permettre de transporter 5 tonnes, le rebaptisant FA5. Les BA et BC, plus petits, furent abandonnés en février et juillet 1956. Toujours en février 1956, le FA5 fut relooké avec une calandre plus large et équipé d'une transmission synchronisée du deuxième au quatrième rapport (une première pour le segment au Japon) et rebaptisé FA60. Ce nouveau nom ne reflétait pas de modification de la charge utile, qui resta à 5 tonnes (11 000 lb). Simultanément, le FC, plus léger, subit des modifications similaires, devenant ainsi le FC60. Le FC60 devint le FC70 en janvier 1958, reflétant un taux de compression accru et une puissance portée à 110 ch (81 kW) pour le moteur F. Parallèlement à une augmentation de la charge utile à 3 tonnes (6 600 lb), il fut rebaptisé FC80 en novembre 1959. Sa production fut maintenue jusqu'en septembre 1964, date à laquelle il fut remplacé par le FC100 de deuxième génération. Le FA60 devint le FA70 en janvier 1958, avec la même mise à niveau moteur que le FC70. La partie la plus lourde de la gamme à moteur F fut scindée en deux en septembre 1959, les FA80 et FA90 étant construits pour supporter respectivement 5 ou 6 tonnes (11 000 ou 13 000 lb) ; ces codes modèles furent conservés jusqu'au remplacement de la première génération,.
En mars 1957, le DA60 à moteur diesel fut lancé. Le tout nouveau moteur « D » était un six cylindres en ligne diesel à précombustion de 5 890 cm³ (359 pouces cubes) et développait 110 ch (81 kW) à 2 600 tr/min. Le DA60 incita également Toyota à lancer le nouveau réseau de vente Toyota Diesel Store, qui perdura jusqu'en 1988 et devint le distributeur exclusif des véhicules diesel Toyota au Japon. Ce réseau devint le DA70 début 1958. Comme pour les modèles à essence, la gamme diesel fut scindée en DA80 de 5 tonnes et DA90 de 6 tonnes en septembre 1959. Contrairement aux modèles à essence, les diesels de 6 tonnes reçurent également un nouveau moteur, plus grand et plus puissant. Le 2D a une cylindrée de 6 494 cm³ (396 pouces cubes) et produit 130 ch (96 kW). Il existait également le DA95/FA95 à empattement long, avec un écartement de 4 400 mm (170 pouces) entre les essieux. Certains modèles à moteur diesel portent le suffixe « H » (comme le DA90-H) ; cela signifie qu'il s'agit d'un modèle équipé d'un essieu arrière à deux vitesses, soit un total de huit vitesses avant.
Fin 1959, la gamme fut rafraîchie et la calandre fut modifiée pour intégrer deux feux de gabarit jaunes. Fin 1961 (pour le millésime 1962), la gamme fut à nouveau relookée, avec un pare-brise incurvé monobloc remplaçant l'ancien pare-brise divisé. Il s'agissait du premier camion lourd japonais à être équipé d'un tel équipement. À la même époque, la calandre était estampillée directement du lettrage « TOYOTA » largement espacé, au lieu des lettres chromées fixées sur une barre rouge comme auparavant.

### camions à cabine avancée
Alors que les ventes de cabine avancée ralentissaient au Japon à cette époque, reflétant l'encombrement croissant des rues urbaines, Toyota développa une version à cabine avancée de 4 tonnes (8 800 lb) sur un empattement de 3 400 mm (130 po). Basé sur le modèle FC80 de poids moyen, le nouveau DC80C fut présenté en octobre 1963, équipé du moteur diesel de type D et d'une cabine basculante. Comme les modèles à capot, le moteur six cylindres de type D de 5,9 litres développait 110 ch (81 kW). Le moteur étant monté entre les sièges, le modèle à cabine avancée ne pouvait accueillir que deux passagers. Le DC80C connut d'abord un grand succès commercial, mais des problèmes de transmission et de châssis lui firent rapidement perdre la faveur de ses concurrents. Parallèlement au DC80C, le FC100C à moteur essence de 130 ch (96 kW) fut également lancé. Les cabines surélevées ont reçu un lifting en septembre 1966. Les camions à cabine surélevée de 4 tonnes ont tous deux été remplacés par le nouveau Toyota Massy Dyna en septembre 1969.

## Deuxième génération (1964)

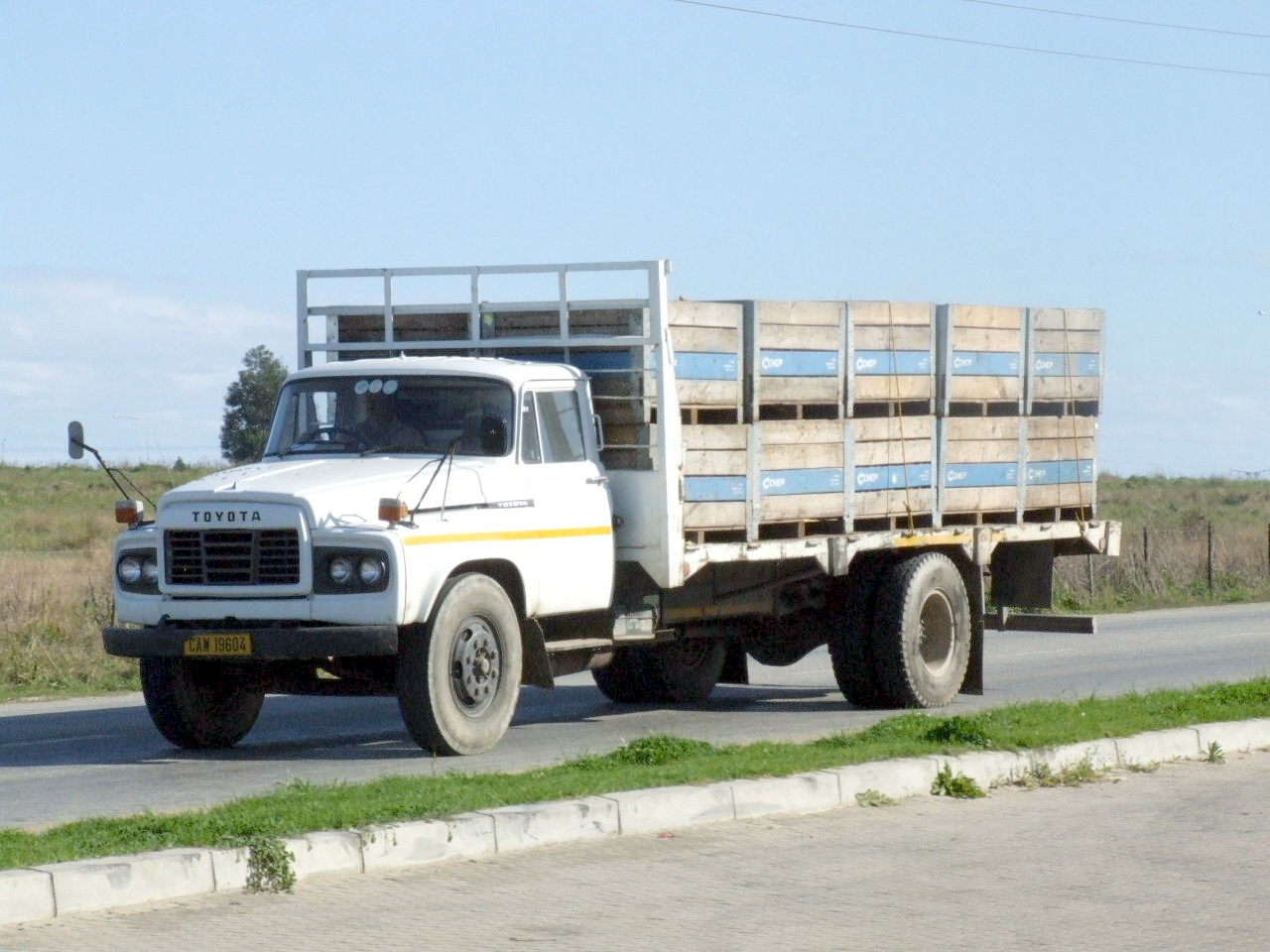
Toyota FA des années 1980 en Afrique du Sud

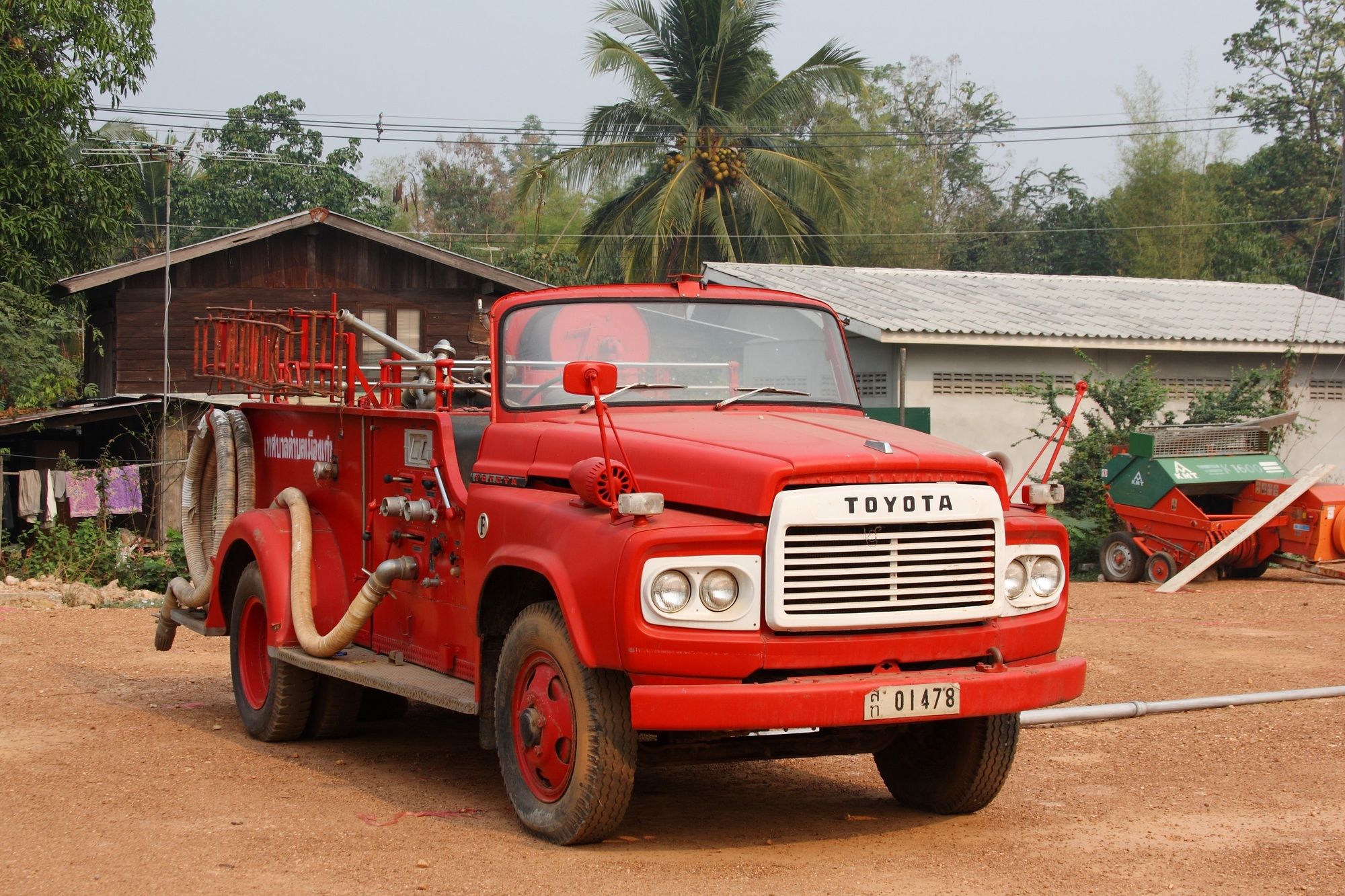
Camion de pompiers Toyota FA100 à moteur essence en Thaïlande. Sur de nombreux marchés, les moteurs à essence étaient réservés aux applications où un démarrage rapide et des performances élevées étaient essentiels.

Apparue en septembre 1964, la deuxième génération adoptait une nouvelle cabine carrée avec deux phares. Les empattements étaient augmentés, passant à 4 100 et 4 300 mm (161 et 169 pouces). L'empattement le plus long était celui de la série 115, les plus courts étant ceux des séries 100 et 110. Le châssis restait globalement identique au modèle précédent, mais il était modifié pour plus de rigidité et la suspension était renforcée. La surface vitrée de la cabine était augmentée et un volant bombé était adopté pour plus de sécurité. Ces modifications visaient à rendre le camion plus performant sur les nouvelles autoroutes japonaises.
Au moment de son lancement, six modèles principaux étaient disponibles : la série 100 est un camion de 5 tonnes (11 000 lb), équipé du moteur F ou D. Les séries 110 et 115 sont conçues pour 6 tonnes (13 000 lb) et sont équipées du moteur diesel F ou 2D, plus puissant. Un mois après les modèles poids lourds, le FC100 de 3,5 tonnes (7 700 lb) est lancé. La puissance des moteurs F et 2D était de 130 ch (96 kW) à leur lancement. Le moteur diesel offrait cependant un couple nettement supérieur, à 40 kg⋅m (392 N⋅m ; 289 lb⋅ft) contre 30 kg⋅m (294 N⋅m ; 217 lb⋅ft). Le moteur D de 5,9 litres développe 110 ch (81 kW) et 35 kg⋅m (343 N⋅m ; 253 lb⋅ft) de couple à 1 200 tr/min. En juin 1965, le DA116 de 6 tonnes à empattement extra-long fut lancé,.
La FC100 fut retirée de la production en mars 1974. À cette époque, la série fut également restylée. Les nouveaux modèles arborent une calandre à quatre ouvertures centrales flanquées de six ouvertures de chaque côté, au lieu de l'ancienne calandre à sept barres. Les badges moteur furent retirés des ailes avant, et l'inscription d'identification entre la portière et le capot indiquait désormais simplement « TOYOTA » au lieu de « TOYOTA 5000 » ou « 6000 » selon le poids nominal. En janvier 1975, les FA à essence furent remplacées par le moteur 2F de 4,2 litres. En avril 1977, le moteur 2D fut entièrement révisé afin d'accroître sa fiabilité par rapport aux anciens diesels Toyota, quelque peu problématiques.
Camion de pompiers Toyota FA100 à moteur essence en Thaïlande. Sur de nombreux marchés, les moteurs à essence étaient réservés aux applications où un démarrage rapide et des performances élevées étaient essentiels. La production japonaise de la deuxième génération de DA/FA a pris fin en 1978 au profit de la filiale Hino Motors, probablement parce que les camions à capot de ce segment perdaient de leur popularité au Japon à cette époque. Le DA/FA a également été assemblé dans plusieurs autres pays, notamment en Indonésie, en Thaïlande, au Kenya et en Afrique du Sud. En Indonésie, il était surnommé « Toyota Buaya » (Toyota Alligator ou Toyota Crocodile), en référence à son capot en forme d'alligator. Les ventes indonésiennes ont officiellement débuté en janvier 1970 sous les auspices d'Astra International jusqu'à la création de la coentreprise Toyota Astra Motor (TAM) en 1971. TAM a construit une usine dédiée au FA/DA en 1973 et a exporté des kits SKD vers divers pays, dont le Nigéria et l'Australie. Les modèles indonésiens ont été restylés en 1976 et les modèles ultérieurs ont été peints en vert mousse de série ; Leur production locale a continué jusqu'en 1986.
L'assemblage au Kenya a débuté en 1977, tandis que les camions fabriqués en Afrique du Sud ont commencé à utiliser des moteurs locaux en mai 1982. La production en Afrique du Sud s'est poursuivie jusqu'en 2001, plus de vingt ans après l'arrêt de la production japonaise.
Grâce au partenariat entre Toyota et Hino, le prochain camion à capot des deux entreprises ne sortira qu'en 2004, année du début de la production du Hino 600.

### Camions à cabine avancée
Il existait également une version à cabine avancée de 6 tonnes (13 000 lb), appelée FA115C ou DA115C selon la motorisation. Ces modèles, dotés d'un empattement de 4 300 mm (169 po), ont été lancés en septembre 1964 ; le DA115C était équipé du moteur diesel 2D agrandi de 130 ch (96 kW). Après une révision du moteur en avril 1977, ce moteur produisait 160 ch (118 kW) à 2 800 tr/min et un couple porté à 45 kg⋅m (441 N⋅m ; 325 lb⋅ft) à 1 400 tr/min. La production du DA115C a duré jusqu'en février 1980, surpassant ainsi celle des séries FA/DA à capot qu'elle précédait. Les modèles 6 tonnes à cabine avancée disposent d'une cabine plus longue pour aménager un petit espace de couchage derrière les sièges avant. Des brochures d'époque de 1963/1964 présentent également un modèle 5,5 tonnes (12 000 lb) appelé DA95C, équipé du moteur 2D et d'une version de la cabine du DA115C avec des petites fenêtres supplémentaires inhabituelles encadrant la calandre.